# 니혼 TV 금요일 8시 연속 드라마
니혼 TV 금요일 8시 연속 드라마는 닛폰 TV이 편성했다 연속 TV 드라마이다.

## 방송 작품
- 태양에 짖어 라!
- 태양에 짖어 라!PART2
- 정글
- NEW 정글
- 더 많이 위험한 형사
- 헬로! 굿바이
- 네 멋대로해라 네! 브라더
- 형사 귀족
- 형사 귀족 2
- 형사 귀족 3
- 알몸 형사
- 또 하나 J 리그
- 더 와이드 쇼
- 서유기 (카라사와 토시아키 판)
- 조용한 돈